# Deolis Guerra
Pour les articles homonymes, voir Guerra.
Deolis Guerra (né le 17 avril 1989 à San Félix, Bolívar, Venezuela) est un lanceur de relève droitier des Athletics d'Oakland de la Ligue majeure de baseball.

## Carrière
Deolis Guerra, un lanceur droitier de 6 pieds et 5 pouces (1 mètre 95), signe son premier contrat professionnel à l'été 2005 avec les Mets de New York, alors qu'il n'est âgé que de 16 ans. En 2006, il fait ses débuts professionnels en ligues mineures dans l'organisation des Mets et s'aligne pour leurs clubs affiliés pendant deux saisons. Le 2 février 2008, Guerra est l'un des 4 jeunes joueurs, avec le voltigeur Carlos Gómez et les lanceurs droitiers Philip Humber et Kevin Mulvey, que les Mets échangent aux Twins du Minnesota pour obtenir le lanceur gaucher étoile Johan Santana. Guerra est alors classé 35e meilleur espoir de son sport par Baseball America mais ne réapparaît plus au classement après de difficiles saisons en ligues mineures. À l'origine lanceur partant, il est converti en lanceur de relève durant la saison 2011 et est employé uniquement dans ce rôle à partir de 2012. 
Il s'aligne avec la sélection du Venezuela à la Classique mondiale de baseball 2013 mais est contraint de quitter l'équipe à la découverte d'un caillot de sang dans son épaule droite, ce qui entraîne une intervention chirurgicale et le limite à seulement trois matchs de ligue mineure dans l'année qui suit. 
Il rejoint les Pirates de Pittsburgh après la saison 2014, sa 9e dans les rangs professionnels. Il fait à 26 ans ses débuts dans le baseball majeur avec Pittsburgh le 27 juin 2015 dans un match face aux Braves d'Atlanta.
Le 10 décembre 2015, il est réclamé par les Angels de Los Angeles au repêchage de la règle 5.